# Poecilomyrma
Poecilomyrma es un género de hormigas perteneciente a la familia Formicidae, categorizado en la tribu Crematogastrini. Fue descrito por Mann en 1921.

## Especies
- Poecilomyrma myrmecodiae Mann, 1921
- Poecilomyrma senirewae Mann, 1921